# Companyia Xélikhov-Gólikov
La Companyia Xélikhov-Gólikov (en rus Северо-Восточная компания) va ser una empresa de comerç de pells russa, inicialment fundada a Irkutsk pels empresaris Grigori Xélikhov i Ivan Gólikov el 1783. L'empresa va prosperar per l'est de Sibèria durant la dècada de 1780, juntament amb altres empreses rivals. La Companyia Xélikhov-Gólikov operava a les illes Kurils i en àrees que posteriorment formarien part de l'Amèrica russa. Prèviament les empreses russes s'havien centrat en operacions marítimes impulsades pels promyshlenniki, tot i que els costos havien augmentat a mesura les poblacions de llúdria marina es trobaven més lluny. Centrada l'activitat a l'illa Kodiak i diverses de les illes Aleutianes, la majoria de treballadors de la companyia eren membres de les nacions aleutianes i alutiiq. Una pràctica comuna entre les companyies russes va anar a prendre ostatges de diversos pobles per obligar els caçadors a recollir pells de llúdriga per a ells. Xélikhov va liderar atacs contra els indígenes alutiiq de l'illa Kodiak el 1784, en el que es coneix com a massacre d'Awa'uq, en què els russos van matar més de 2.000 persones, segons algunes estimacions. Com a conseqüència de la massacre l'illa quedà sota control de l'empresa.
Els comerciants rivals europeus solien seguir els comerciants russos. Els vaixells britànics o estatunidencs que visitaven la zona pagaven habitualment taxes més altes per les pells quan negociaven directament amb els natius d'Alaska, cosa que disminuïa el negoci de les operacions comercials de la Companyia Xélikhov-Gólikov. Aquests mateixos comerciants eren sovint l'únic mitjà d'abastament que tenien les bases russes disperses per la zona, deixant la Companyia Xélikhov-Gólikov depenent dels seus rivals comercials. La United American Company va ser creada a partir de les empreses russes rivals el 1797, assegurant el seu domini comercial entre comerciants russos. A l'ucàs de 1799 la Companyia va rebre el monopoli entre els russos a Amèrica del Nord pel tsar Pau I, sent la base de la futura Companyia Russo-Americana.

## Gerents
| Núm. | Nom                               | Període               |
| 1    | Grigori Xélikhov (1747–95)        | 1783 - 22 maig 1786   |
| 2    | Konstantín Samoilov               | 22 maig 1786 – 1787   |
| 3    | Evstratii Delarov (ca. 1740–1806) | 1787 – 27 juliol 1791 |
| 4    | Aleksandr Barànov (1746–1819)     | 27 juliol 1791 – 1799 |